# Isla Adams (Antártida)
La isla Adams es una pequeña isla, la mayor parte del año cubierta por una espesa capa de hielo, situada al oeste de la bahía McDonald, aproximadamente a 17 kilómetros al oeste del punto de Mabus. La isla Adams está localizada en las coordenadas 66°33′S 092°35′E / -66.550, 92.583. Fue descubierta por la Partida Occidental de la Expedición Australiana Antártica de 1911-1914, bajo el mando de Douglas Mawson, y llamado por él en homenaje al contramaestre del barco de expedición Aurora.

## Reivindicación territorial
La isla es reivindicada por Australia como parte del Territorio Antártico Australiano, pero esta reivindicación está sujeta a las disposiciones del Tratado Antártico.
- Datos: Q351916